# Mars Films
Pour les articles homonymes, voir Mars.
Mars Films est une société française distribution de films dirigée par Stéphane Celerier et Valérie Garcia.

## Présentation
Ancienne filiale de distribution de BAC Films, Mars Films est acquise à 80 % par Studiocanal en 2000, puis rachetée entièrement en 2002.
En septembre 2015, Vivendi, maison-mère de Studiocanal, annonce une prise de participation de 30 % dans Mars Films.
Le 1er août 2019, la société est placée en redressement judiciaire,,.

## Filmographie partielle
Les plus grands succès (plus d'un million d'entrées) de ce distributeur sont :
- Billy Elliot
- Une hirondelle a fait le printemps
- Le Journal de Bridget Jones
- Huit Femmes
- L'Auberge espagnole
- Jeux d'enfants
- RRRrrrr!!!
- Podium
- Fahrenheit 9/11
- Comme une image
- Bridget Jones : L'Âge de raison
- Million Dollar Baby
- Les Poupées russes
- Fauteuils d'orchestre
- Jean-Philippe
- Indigènes
- Prête-moi ta main
- Paris
- De l'autre côté du lit
- Welcome
- La Première Étoile
- Minuit à Paris
- Radiostars
- Case départ
- Lolo
- La Deuxième Étoile
- Je préfère qu'on reste amis...
- J'irai où tu iras[9]